# Apatetor inferior
Apatetor inferior är en stekelart som beskrevs av Heinrich 1938. Apatetor inferior ingår i släktet Apatetor och familjen brokparasitsteklar. Inga underarter finns listade i Catalogue of Life.